# 柿村将彦
柿村 将彦（かきむら まさひこ、1994年 - ）は、日本の小説家。兵庫県尼崎市生まれ。

## 経歴・人物
大谷大学文学部卒業。2017年10月、投稿作「権三郎狸の話」で、「日本ファンタジーノベル大賞2017」を受賞し、同作を改題・改稿した『隣のずこずこ』で、作家デビューした。

## 作品リスト

### 単行本
- 『隣のずこずこ』（新潮社、2018年3月 / 新潮文庫、2020年12月）

### 雑誌等掲載作品
小説
- 「隣のずこずこ（抄）」： 『小説新潮』2017年12月号 新潮社 掲載
- 「狼男少年」： 『小説新潮』2018年2月号 新潮社 掲載
- 「脳と手足」： 『小説新潮』2018年12月号 新潮社 掲載
- 「みみずロケット」： 『小説新潮』2019年12月号 新潮社 掲載
  - のちに『短篇ベストコレクション 現代の小説 2020』（日本文藝家協会編、徳間文庫、2020年6月）に再録された。
- 「岩を見る」： 『小説新潮』2020年6月号 新潮社 掲載
- 「パンさん」： 『小説新潮』2020年12月号 新潮社 掲載
- 「こいだま」 : 『万象ふたたび』2021年2月 惑星と口笛ブックス（電子書籍）収録
- 「髙なんとか君」 : 『kaze no tanbun 夕暮れの草の冠』（西崎憲編、柏書房、2021年6月）収録
- 「もやもや塩湖」： 『小説新潮』2022年3月号 新潮社 掲載
- 「反省文」： 『万象３』2023年12月 惑星と口笛ブックス（電子書籍）収録
- 「ヤケクソジャンプ!」 : 『小説新潮』2024年2月号 新潮社 掲載

エッセイ等
- 「うまく迷子になりたい」 : 『小説トリッパー』2018年春季号 朝日新聞出版 掲載
- 「ある夜に」 : 『小説すばる』2018年8月号 集英社 掲載
- 「酒と、煙草と、幽霊と―実録カンヅメ体験記―」 : 『小説新潮』2024年2月号 新潮社 掲載

## インタビュー記事
- 「日本ファンタジーノベル大賞を受賞した作家 柿村 将彦さん（23）」『朝日新聞』2018年4月4日 関西夕刊文化欄「テーブルトーク」掲載
- 「“権三郎狸”と謎の美女が村を壊滅させる――!? 24歳の新鋭が描き出す不条理な面白さ『隣のずこずこ』」『小説 野性時代』2018年6月号 KADOKAWA 2018年5月発売 掲載